# Pittsburgh Riverhounds
Pittsburgh Riverhounds, é um clube de futebol da cidade de Pittsburgh, Pensilvânia. Fundado em 1998, mas teve sua primeira temporada apenas em 1999. Atualmente disputa a Conferência do Leste, da United Soccer League, segunda divisão dos Estados Unidos. Desde 2013, os Riverhounds manda seus jogos no Highmark Stadium, localizado na Station Square. O maior ídolo do clube foi David Flavius, jogador nascido em Santa Lúcia que mais jogou e marcou na história do clube. Desde dezembro de 2015, os Riverhounds se filiaram ao Columbus Crew, da Major League Soccer.

## História
O clube foi fundado por Paul Heasley, chefe executivo de uma empresa em Pittsburgh em 1998. Na época disputava a USISL e se tornou a primeira equipe profissional de qualquer esporte em 30 anos. A equipe disputou a USL Second Division até 2010. Em 2011 se transferiu para a USL.
Meses depois de começar a temporada de 2012, teve uma especulação de construir um estádio próprio para os Riverhounds, em Dezembro de 2011 foi revelado que o novo estádio seria construído na Station Square, perto do centro da cidade de Pittsburgh. Um mês depois, Janeiro de 2012, anunciaram oficialmente que o estádio seria construído no verão de 2012, significando que o clube poderia jogar uma parte da temporada no seu novo estádio. A construção foi projetada para começar no final de Março e acabar durante o verão, entretanto a construção começou em Agosto, meses depois do que foi projetado e a data de abertuta do novo estádio seria no final daquele ano. O estádio foi financiado com um estimativa de $7 milhões por investidores privados e empresas, como a Highmark, que possui o direito de nome do estádio pelo atraso na construção do estádio, os Riverhounds jogaram toda a temporada de 2012 no estádio da Chartiers Valley High School, que vinha sendo sua casa desde 2008.
Em Abril de 2012, o Riverhounds contraram Matt Kassel, com passagem no New York Red Bulls da Major League Soccer, foi o artilheiro da equipe com seis gols e foi nomeado ao USL PRO All-League. Depois de uma temporada impressionante, Kassel voltou para Major League Soccer, assinando um contrato com o Philadelphia Union para a temporada de 2013. O Riverhounds jogou a Lamar Hunt U.S Open Cup, sendo eliminado na segunda fase pelo Michigan Bucks, da quarta divisão. O time terminou a temporada regular da United Soccer League em penúltimo, com 4 vitórias, 5 empates e 15 derrotas, somando 17 pontos, apenas acima do Antigua Barracuda, não se classificando para os playoffs.
Priorizando a temporada 2013 da United Soccer League, Pittsburgh contratou os meio-campistas Rob Vincent, Kevin Kerr e o atacante colombiano José Angulo, além disso, passaria a mandar os seus jogos no Highmark Stadium, seu estádio novo. No jogo de abertura do estádio, o Riverhounds perderam para o seu maior rival, Harrisburg City Islanders, por 2-1 num jogo que teve 4,000 torcedores, o maior público da história do estádio. O atacante José Angulo foi o primeiro a balançar as redes no estádio com a camisa do Riverhounds. No verão de 2013, o clube anunciou o Frank B. Fuhrer International Friendly Series, um amistoso internacional contra um time que o próprio Riverhounds escolheria. Foi uma homenagem ao dono do antigo clube de futebol da cidade, Frank B. Fuhrer. Os Hounds convidaram o campeão da FA Cup, o Wigan Athletic, o jogo foi em Pittsburgh, e o Riverhounds perdeu por 4-1, com José Angulo marcando o único gol da equipe da Pensilvânia. No final da temporada, Angulo empatou com Dom Dwyer, do Orlando City, como maior artilheiro da temporada com 15 gols. Esse dois jogadores quebraram o recorde de maior número de gols feitos na temporada regular da história da liga, porém do ano seguinte sendo ultrapassado por Kevin Molino, do Orlando City, na temporada seguinte. No final da temporada Jose Angulo foi nomeado como o MVP da competição. Outro recorde foi o do meio-campista Matt Dallman que teve 12 assistência pelo time na temporada. Essa foi a primeira vez na história que o Riverhounds teve o maior goleador e o jogador com número de assistência numa mesma temporada. No dia 13 de Junho, Terry Shallenberger se tornou um investidor do clube, uma movimentação que foi a mais significativa da história recente do clube. Shallenberger instalou a Riverhounda Academy em Connellsville, Pensilvânia. Após um início ruim, com apenas duas vitórias em dez jogos , o Riverhounds terminou a temporada com 10 vitórias, 8  empates e 8 derrotas, conseguindo uma vaga para os playoffs. Porém na primeira rodada o time foi eliminado perdendo fora de casa para o Orlando City por 5-0.
Em Outubro de 2013, Terry Shallenberger, investidor do clube, se tornou o principal dono do Riverhounds e do Highmark Stadium, com 51% propriedade. No mês seguinte, o clube anunciou seu time sub-23, que iria disputar, a Premier Development League na temporada de 2014. Apesar disso, e potencialmente por causa do crescimento rápido da organização, a equipe solicitou a reorganização voluntária falência em 26 de março de 2014, antes da temporada da USL começar. Shallenberger declarou que o depósito voluntário era necessário para reorganizar e avaliar as financias do clube que resultariam em gastos adicionais que foram incorridos para acelerar as obras do Highmark Stadium, que não fazia parte do orçamento original de 10,6 milhões de dólares. O arquivamento da falência foi visto como uma medida necessária para manter a organização crescendo e tornar Pittsburgh o lar de um potencial time para a Major League Soccer. Além disso, o diretor e ex jogador, Jason Kutney, declarou que a reestruturação da dívida colocaria o Riverhounds em uma posição em que, juntando-se a Major League Soccer, poderia ser considerável. Shallenberger afirmou naquele momento que ele fornecia financiamento provisório para manter o time e o estádio em execução durante a falência e que o cronograma e as operação diárias não foram afetadas.
Apesar da falência, o Riverhounds participou da USL, como planejado, e no meio da temporada se filiou ao Houston Dynamo, da Major League Soccer, numa parceria entre a USL e a MLS. Como parceria, Houston cedeu cinco jogadores aos Hounds, o goleiro Michael Lisch, o zagueiro Anthony Arena, o meio campista Bryan Salazar e os atacantes Brian Ownby e Jason Johnson. O clube também contratou o atacante libanês, naturalizado holândes, Collins John, o meio-campista ganês Anthony Obodai e o atacante do Zimbabwe, Joseph Ngwenya. Em maio de 2014, o clube demitiu o treinador Justin Evans, um dos maiores ídolos da história do clube, que treinava o Hounds desde 2009. O treinador da academia e ex jogador do clube, o croata Nikola Katic se tornou o treinador interino após a demissão de Evans. Na última rodada, o Riverhounds precisava de uma vitória para ir aos play-offs, mais foi derrotado em casa pelo Arizona United por 2-1, não conseguindo classificar. O clube foi o 11º colocado com 32 pontos e uma campanha de 9 vitórias, 5 empate e 14 derrotas. Mesmo não indo aos play-offs da USL, o Riverhounds teve um boa campanha na Lamar Hunt U.S. Open Cup, indo até as oitavas-de-finais e sendo eliminado pelo Chicago Fire, da MLS, por 2-1.

## Símbolos

### Escudo
| Evolução do Escudo do Pittsburgh Riverhounds | Evolução do Escudo do Pittsburgh Riverhounds | Evolução do Escudo do Pittsburgh Riverhounds | Evolução do Escudo do Pittsburgh Riverhounds | Evolução do Escudo do Pittsburgh Riverhounds | Evolução do Escudo do Pittsburgh Riverhounds | Evolução do Escudo do Pittsburgh Riverhounds | Evolução do Escudo do Pittsburgh Riverhounds | Evolução do Escudo do Pittsburgh Riverhounds |
| 1999 – 2004                                  | 2005 – 2006                                  | 2008 – 2017                                  | 2018 – Atual                                 |                                              |                                              |                                              |                                              |                                              |
| -------------------------------------------- | -------------------------------------------- | -------------------------------------------- | -------------------------------------------- | -------------------------------------------- | -------------------------------------------- | -------------------------------------------- | -------------------------------------------- | -------------------------------------------- |

### Torcedores
Em Novembro de 2007, foi formado o primeiro grupo de torcedores do Pittsburgh Riverhounds, a Steel Army. Teve sua primeira reunião no Piper's Pub, um bar em Pittsburgh. O grupo começou com 10 membros com intenção de apoiar o time de futebol da cidade e foi crescendo pela Pensilvânia.
Os membros não são apenas de Pittsburgh mas também são de estados como próximos a Pensilvânia, como Ohio ou distantes, como Oregon e Flórida. Também há torcedores do clube em Sunderland e Surrey, no Reino Unido, em Bray, Irlanda e no Rio de Janeiro, no Brasil.
A seção do Higmark Stadium onde a Steel Army fica e apoia o Riverhounds é localizada na South Gate, no final do estádio. O espaço tem 502 cadeiras. Em Agosto de 2015, a seção foi nomeada de Paul Child Stands, em um homenagem a lenda do futebol do Pittsburgh Spirit, antigo clube da cidade. A torcida tem uma rivalidade com outros grupos de torcedores como a Sons of Susquehanna, torcida do Harrisburg City Islanders e a Oak Street Brigade, do Rochester Rhinos

## Estádios
1999:  Bethel Park High School (Bethel Park, Pensilvânia)
2004:  Moon Arena High School Stadium (Moon Township, Pensilvânia)
2005:  Falconi Field (Washington, Pensilvânia)
2008:  Chartiers Valley High School Stadium (Bridgeville, Pensilvânia)
2013:  Highmark Stadium (Pittsburgh, Pensilvânia)

## Ídolos
| 1 - Devlin Barnes (2005) - Greg Janicki (2008) - Henry Gutierrez (2001-2002) - Jason Kutney (2006, 2008-2013) - Matt Kassel (2012) - Sterling Flunder (2010-2015) - Tim Bezbatchenko (2004-2005) - Lebo Moloto (2015-2016) - Thiago Martins (2002-2003) - Ali Gerba (2002) | 2 - Jose Angulo (2013-2014) - Kevin Kerr (2014-presente) - Jean-Robens Jerome (2006, 2008, 2009) - Collins John (2014) - Franz Carr (1998-2000) - Paul Dougherty (2001) - Jason Johnson (2014) - Mike Butler (1999, 2000) - Adan Fedoruk (1999, 2000) - David Flavius (1999-2006) - Adbul Thompson Conteh (2002) |

## Keystone Derby Cup
O Keystone Derby Cup é o nome do clássico entre Harrisburg City Islanders e Pittsburgh Riverhounds. A taça é conquistada pelo clube com mais vitórias no confronto no ano. A competição tem o patrocinio da Pennsylvania Lottery. Caso o confronto de empate, o vencedor será decidido pelo saldo de gols entre os times

## Partidas Históricas
14 de junho de 2000:
 Pittsburgh Riverhounds 1 x 2  Rochester Raging Rhinos
Estádio:  Bethel Park Stadium
Competição: U.S Open Cup
Rodada: Segunda Fase
Gols:  Phil Karn 20' (Pittsburgh);  Martin Nash 15'  Onandi Lowe 74' (Rochester)
27 de junho de 2001:
 Pittsburgh Riverhounds 2 x 0  Colorado Rapids
Estádio:  Bethel Park Stadium
Competição: U.S Open Cup
Rodada: Segunda Fase
Gols:  Alfredo Ulloa 54'  Phil Karn 90'
11 de julho de 2001:
 El Paso Patriots 1 x 2  Pittsburgh Riverhounds
Estádio: : Soccorro Stadium
Competição: U.S Open Cup
Rodada: Terceira Fase
Gols:  Luís Macias 86' (El Paso);  David Flavius 1'  Henry Gutierrez 48' (pen)
24 de julho de 2001:
 Chicago Fire 3 x 2  Pittsburgh Riverhounds (OT)
Estádio: : McCully Field
Competição: U.S Open Cup
Rodada: Quartas de Finais
Gols:  Hristo Stoichkov 15' (pen)  Dema Kovalenko 49'  Amos Magee 111' (Chicago);  Welton 9'  Paul Dougherty (Pittsburgh)
16 de julho de 2003:
 DC United 2 x 1  Pensilvânia Pittsburgh Riverhounds
Estádio:  Maryland SoccerPlex
Competição: U.S Open Cup
Rodada: Terceira Fase
Gols:  Mike Petke 33'  Dema Kovalenko 44' (DC);  Thiago Martins 74'
19 de julho de 2014:
 Pittsburgh Riverhounds 1 x 4  Wigan Athletic
Estádio:  Highmark Stadium
Competição: Amistoso
Gols:  José Angulo 3' (Pittsburgh);  Roger Espinoza 11'  Emmerson Boyce 29'  Grant Holt 48'  Jordi Gómez 88' (Wigan)